# Orang
.O.rang est un groupe anglais formé à Londres par Paul Webb et Lee Harris après la dissolution de Talk Talk dont ils étaient respectivement bassiste et batteur. Le nom du groupe dérive du malais "orang" qui signifie "homme", mais aussi singe comme l'atteste le nom de l'orang outan bien connu. Le nom du groupe a subi des mutations au cours de son histoire : il apparaît écrit Örang sur le premier album, Herd of Instinct, puis .O.rang sur le second, Fields and Waves.

## La gestation
Avec la réalisation de l'album Spirit of Eden, en 1988, une nouvelle page se tourne pour Talk Talk, à contre-courant des désirs d'EMI qui ne voyait en ce groupe qu'une usine à tubes. Le virage pris par Mark Hollis, chanteur du groupe est aussi moins rock, et la présence d'un bassiste attaché au groupe ne semble plus une nécessité. C'est ainsi dès cette époque que Paul Webb se sépare des autres musiciens pour tenter de fonder un nouveau groupe, plus proche de ses goûts musicaux, alors davantage tournés vers la world music. En 1991, après la sortie d'un ultime album, Laughing Stock, Mark Hollis proclame la dissolution de son groupe : Lee Harris, le batteur, rejoint alors son ami Paul Webb avec qui, bien avant de rejoindre Talk Talk, il jouait déjà dans un groupe de reggae. - On peut rappeler à ce propos la déclaration de dernier en 1994 : "We used to be in a reggae band when we were younger... The Talk Talk thing was always very westernised, and we were listening to other kinds of world music" (Nous étions dans un groupe de reggae lorsque nous étions plus jeunes... Les réalisations de Talk Talk étaient toujours très occidentalisées, et nous écoutions des musiques issues d'autres genres de cultures).
Spirit of Eden et Laughing Stock sont parmi les albums fondateurs du post-rock dont les principes semblent avoir influencés les deux comparses. Aussi, les années passées aux côtés de Mark Hollis ont sans doute joué un rôle dans leur désir de produire une musique expérimentale, aux ambitions artistiques et intellectuelles affirmées. Jusqu'à présent, seul Paul Webb avait composé une unique chanson pour Talk Talk, Another Word, dans l'album The Party's Over (1982), laquelle est demeurée assez obscure.
Si au début des années 1990, Paul Webb et Lee Harris ont fait leurs classes, ils ont également, depuis The Colour of Spring (1986) côtoyé de nombreux musiciens de qualité lors des sessions d'enregistrement des derniers albums de Talk Talk : Phill Brown (producteur admiré de Mark Hollis), Graham Sutton (qui a déjà fondé Bark Psychosis auquel collabore Lee Harris, et sera plus tard aux commandes du groupe de drum and bass, Boymerang), et surtout une jeune chanteuse de talent à qui Paul Webb donne le premier sa chance, Beth Gibbons, future chanteuse du célèbre groupe de trip hop, Portishead. Tous ces artistes, comme la plupart des musiciens du collectif Talk Talk participeront au premier album du groupe.
Le groupe s'installe alors dans son studio dénommé The Slug (la limace), peint de couleurs vives, avec des motifs influencé par l'art mésoaméricain. Enfin, il commence à enregistrer son premier album. Comme Talk Talk à partir de Spirit of Eden, aucune performance live n'aura lieu.

## Herd of Instinct
Reprenant les méthodes initiées par Mark Hollis et Tim Friese-Green lors de l'enregistrement de Spirit of Eden et de Laughing Stock, les musiciens invités (près d'une vingtaine) sont invités à improviser tous ensemble, l'ensemble devant être mixé par la suite : "It was recorded before it was written" (c'était enregistré avant d'être écrit) déclara à propos de ce disque Paul Webb.
Le son de cet album diffère pourtant beaucoup de celui, plus policé de Talk Talk. Ici, les influences sont comme l'on dit quelquefois, "ethniques". Les musiciens semblent alors notamment fascinés par la musique des Caraïbes et de l'Afrique subsaharienne (percussions dans Nahoojek~Fogou) et par la mise en scène des rites vaudous. Il y a un aspect assez théâtral et grand-guignolesque dans tout cela, que l'on retrouve particulièrement dans les chants possédés de Colette Meury et de Beth Gibbons. On pense immanquablement aux dernières scènes du film Apocalypse Now de Francis Ford Coppola. L'influence la plus revendiquée du groupe étant alors les allemands de Can.
Cet album, comme les musiciens devaient s'y attendre eux-mêmes, fut un échec commercial, mais fut en revanche fort bien accueilli par la critique britannique.
Liste des titres de Herd of Instinct :
- Orang
- Little Brother
- Mind on Pleasure
- All Change
- Anaon, the Oasis
- Loaded Values
- Nahoojek~Fogou

Des compositions inédites furent proposées dans le maxi Spoor E.P. peu de temps après la sortie de Herd of Instinct. Le premier titre n'est qu'une version courte de Nahoojek~Fogou (titre pour lequel un clip vidéo fut réalisé), tandis que le troisième peut passer pour une sorte de bande-annonce musicale de l'album.
Liste des titres de Spoor E.P. :
- N'Hoojek
- Charabanc D.I.P.
- An Ocean Ahead
- Core

## Fields and Waves
Deux années plus tard, en 1996, paraît Fields and Waves. À l'instar de l'évolution qui avait eu lieu entre Spirit of Eden et Laughing Stock pour Talk Talk, ce second album fut enregistré avec un plus grand contrôle. Il est d'ailleurs, à ce propos remarquable qu'apparaisse dans ce disque la notion de compositeur : Paul Webb et Lee Harris ont coécrit tout le disque 1, à l'exception de Moider (il s'agit d'un double vinyle, mais d'un simple C.D.), tandis que Lee Harris fut le seul responsable du second disque, mis à part Moratorium (ce qui laisse à penser que Paul Webb s'était un peu désintéressé du projet - il semble d'ailleurs, d'après le .O.corner, site web du groupe, qu'.O.rang fut, ces dernières années, surtout porté par le seul Lee Harris).
La musique d'.O.rang évolue profondément par rapport au précédent album. L'influence de Can est toujours présente, mais il s'agit cette fois moins de celle de Tago Mago que de celle de Ege Bamyasi et de Future Days. L'aspect théâtral d'Herd of Instinct passe au second plan, la musique y gagne en profondeur, en spiritualité, en recueillement. Les sons employés diffèrent également : si le caractère exotique de la musique du groupe demeure, des sons électroniques font leur apparition, tant dans les rythmes que dans les mélodies. Une certaine manière d'utiliser les voix caractérise aussi la musique d'.O.rang, proche de celle des samples dans la musique électronique, mais à cette différence que ces sons ne sont pas extraits de bandes préexistantes, mais fabriquées directement par le groupe. Ceci avait déjà été initié dans Herd of Instinct, mais relève avant tout de ce second album.
Le disque est clairement divisé en deux parties distinctes : la première est, somme toute, composé de titres "électro-post-rock" recherchant l'efficacité (Jalap, P.53, Seizure), la seconde est beaucoup plus expérimentale, plus déliée, plus proche aussi de Talk Talk (Superculture, Hoo).
Comme son prédécesseur, Fields and Waves demeura confidentiel mais fut applaudi par la critique.
Liste des titres de Fields and Waves :
- Barren
- Jalap
- P. 53
- Moider
- Seizure
- Moratorium
- Superculture
- Quondam
- Forest
- Hoo
- Boreades
- Fields & Waves

## .O.rang et l'image
En parallèle avec leurs projets musicaux, Paul Webb et Lee Harris se passionnent également pour la photographie. Leurs réalisations apparaissent dans les riches livrets de leurs CD et définissent l'identité de chaque œuvre : ténébreuse et chamarrée pour Herd of Instinct, topographique et scientifique pour Fields and Waves.
D'autres images furent également réalisées pour le .O.corner.

## Le futur du groupe
Un troisième album a longtemps été annoncé par les membres d'.O.rang, et particulièrement Lee Harris, administrateur du .O.corner. Néanmoins rien n'a, à ce jour, encore été divulgué à ce propos, et, à mesure que les années passent, la probabilité que ce "LP3" (ou encore Loudhailer No. 19) voit le jour s'amenuise, ce d'autant plus que le .O.corner n'a plus été actualisé depuis le 31 juillet 2004. Seul un jeu de société baptisé .O.rang, dont les règles avaient été créées par Lee Harris, a été produit en quantités limitées et vendu via le site web du groupe.
Cela ne signifie cependant pas que les deux membres d'.O.rang ont cessé toute activité musicale. Lee Harris a collaboré en 2004 au dernier album de Bark Psychosis, Codename: Dustsucker pour lequel il a coécrit avec Graham Sutton deux titres, tandis que Paul Webb, sous l'étrange pseudonyme de Rustin Man (l'Homme Rustine) fut le coauteur du premier album solo de son amie Beth Gibbons, intitulé Out of Season (auquel, par ailleurs, Lee Harris participa également).

## Discographie
Albums :
- Herd of Instinct, 1994
- Fields and Waves, 1996

Maxis :
- Spoor E.P., 1994

### Liens
- Site officiel (.O.corner)